# Trojmostí
Trojmostí (slovinsky Tromostovje) je jedním ze symbolů Lublaně, hlavního města Slovinska. Jde o trojici mostů překlenující řeku Lublaňku v historickém centru města.

## Historie
Existují zmínky o dřevěném mostu, nacházejícím se v místech dnešního Trojmostí, nazývaném Starý most (Stari most) z roku 1280. Dřevěný most byl obnoven po požáru v roce 1657. V roce 1842 byl nahrazen novým mostem, navrženým Giovannim Piccem, italským architektem, byl pojmenován Nemocniční most (Špitalski most), oficiálně Franzův most (Frančev most) na oslavu arcivévody Františka Karla Rakouského.
Tento kamenný obloukový most je hlavní částí současného Trojmostí. V roce 1929 přidal slovinský architekt Jože Plečnik po jednom pěším mostu na obě strany a účinně tak zlepšil průchodnost po mostě. Jeho inspirací byla provizorní dřevěná lávka při rekonstrukci Mánesova mostu během jeho pobytu v Praze. Tato přestavba byla dokončena v roce 1932.

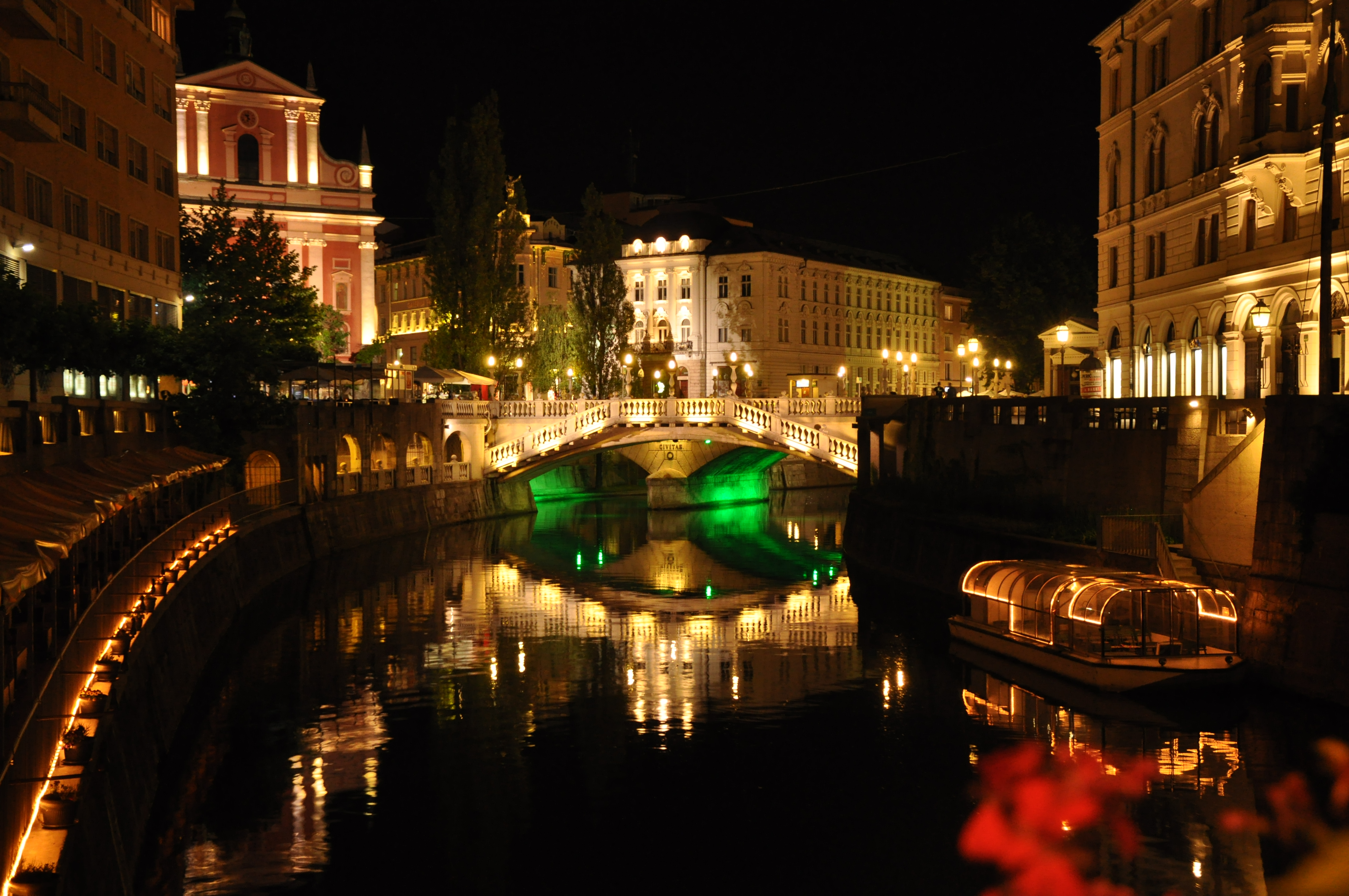
Nasvícené Trojmostí, centrum Lublaně

Model mostu stojí v parku Mini-Europe v Bruselu.